# Henry Cavendish, conde de Ogle
Henry Cavendish, conde de Ogle (1659 – 1 de noviembre de 1680), fue el único hijo y heredero de Henry Cavendish, II duque de Newcastle. Al morir a la edad de veintiún años, antes que su padre, el ducado de Newcastle se extinguió con su padre; pero volvió a crearse para su cuñado: John Holles, duque de Newcastle-upon-Tyne.
Henry,  conde de Ogle, es recordado por su breve matrimonio con Lady Elizabeth Percy, hija del último conde de Northumberland y la mayor heredera de su tiempo; quien tenía doce cuando se casó, por lo que difícilmente pudo consumarse el matrimonio en el año que duró. Su segundo marido fue Thomas Thynne, asesinado en Pall Mall por tres hombres bajo las presuntas órdenes de Karl Johann von Königsmark, amante de Lady Thynne. La viuda volvió a casarse rápidamente por tercera vez con Charles Seymour, VI duque de Somerset; como Duquesa de Somerset consiguió gran influencia sobre la reina Ana.